# Этан
Эта́н (от лат. ethanum, химическая формула — C2H6 или H3C—CH3) — органическое соединение, относящееся к классу предельных углеводородов — алканов.
При стандартных условиях этан — это газ без цвета и запаха.

## Строение

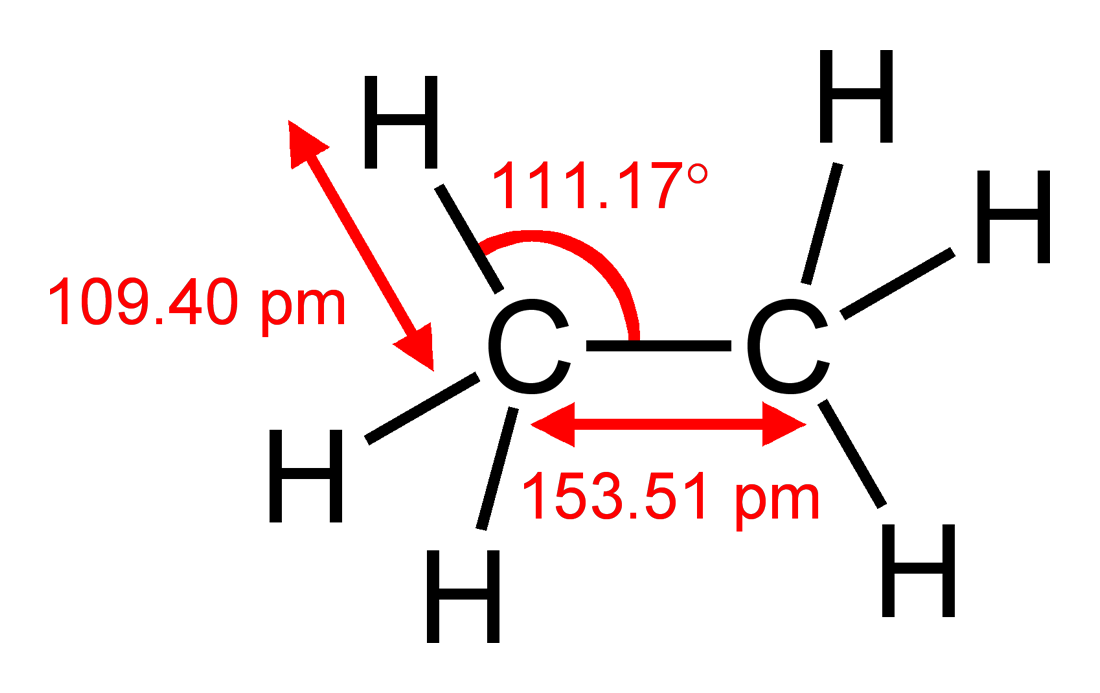
Параметры молекулы этана

Конформации этана

Молекула этана имеет тетраэдрическое строение: атомы углерода являются sp3-гибридными. Связь C-C образована перекрыванием sp3-гибридных орбиталей, а связь C-H — перекрыванием sp3-гибридной орбитали углерода и s-орбитали водорода. Длина связи C-C равна 1,54 Å, а длина связи C-H равна 1,095 Å.
Поскольку С-С-связь в этане одинарная, вокруг неё возможно свободное вращение атомов водорода метильных групп. При вращении возникают различные пространственные формы молекулы этана, которые называются конформациями. Конформации принято изображать в виде перспективного изображения (такие изображения иногда называют «лесопильными козлами») либо в виде проекций Ньюмена.
Число конформаций для этана бесконечно для всевозможных углов скручивания, однако обычно принято рассматривать две крайние конформации:
- заслонённую, в которой атомы водорода максимально сближены в пространстве;
- и заторможенную, в которой атомы водорода максимально удалены[3].

Энергия молекулы этана в зависимости от угла конформации

Заслонённая конформация имеет наибольшую энергию из всех конформаций, а заторможенная — наименьшую, то есть является наиболее энергетически выгодной и, следовательно, более устойчивой. Разница энергии между этими конформациями равна 2,9 ккал/моль (~12 кДж/моль). Считается, что это число отражает торсионное напряжение в менее выгодной заслонённой конформации. Если разделить эту энергию на три взаимодействия между парами атомов водорода, то энергия торсионного взаимодействия двух атомов водорода составит примерно 1 ккал/моль.
По значению 2,9 ккал/моль из уравнения Гиббса можно вычислить константу равновесия между двумя конформациями этана. При температуре 25 °С значительно преобладает заторможенная конформация: 99 % молекул этана находятся в этой конформации и лишь 1 % — в заслонённой.
Энергии крайних и промежуточных конформаций принято представлять в виде циклических графиков, где по оси абсцисс отложен торсионный угол, а по оси ординат — энергия.

## Физические свойства
Этан при н. у. — бесцветный газ, без запаха и вкуса. Молярная масса 30,07. Температура плавления −183,23 °C, температура кипения −88,63 °C. Плотность ρгаз. 0,001342 г/см3 или 1,342 кг/м3 (при нормальных условиях), ρжидк. 561 кг/м3 (при температуре −100 °C). Давление паров при 0 °C 2,379 МПа. Растворимость в воде 4,7 мл в 100 мл (при 20 °C), в этаноле 46 мл в 100 мл (при 0 °C), хорошо растворяется в углеводородах. Точка вспышки этана −187,8 °C, температура самовоспламенения 595 °C. Этан образует с воздухом взрывоопасные смеси при содержании 5—15 об. % (при 20 °C). Октановое число 120,3.

## Химические свойства
Этан вступает в типичные реакции алканов, прежде всего реакции замещения, проходящие по свободнорадикальному механизму. Среди основных химических свойств этана можно выделить:
1. Термическое дегидрирование при 550—650 °C с образованием этилена:
{\displaystyle \mathrm {C_{2}H_{6}~{\xrightarrow[{}]{t}}~C_{2}H_{4}+H_{2}\uparrow } .}
Дальнейшее дегидрирование выше 800 °C, приводящее к ацетилену (в этой реакции также получаются бензол и сажа);
2. Хлорирование при 300—450 °C с образованием этилхлорида:
{\displaystyle \mathrm {C_{2}H_{6}+Cl_{2}~{\xrightarrow[{}]{hv}}~C_{2}H_{5}Cl+HCl} .}
3. Нитрование в газовой фазе с образованием смеси нитроэтана и нитрометана (3:1):
{\displaystyle \mathrm {C_{2}H_{6}+HNO_{3}~{\xrightarrow[{}]{t}}~C_{2}H_{5}NO_{2}+H_{2}O} .}
4. Галогенирование этана происходит по свободнорадикальному механизму. Например реакция с элементарным хлором:
{\displaystyle {\ce {C2H5.+\ Cl2->C2H5Cl\ +\ Cl.}}},
{\displaystyle {\ce {Cl.+\ C2H6->C2H5.\ +HCl}}}.

## Получение

### В промышленности
В промышленности получают из нефтяных и природных газов, где он составляет до 10 % по объёму. Концентрация этана в ископаемых углеводородах существенно зависит от месторождения. В России содержание этана в нефтяных газах очень низкое. В США и Канаде (где его содержание в нефтяных и природных газах высоко) служит основным сырьём для получения этилена.
Также этан получают при гидрокрекинге углеводородов и ожижении углей.

### В лабораторных условиях
В 1848 году Кольбе и Франкленд впервые синтетически получили этан, обработав пропионитрил металлическим калием. В 1849 году они получили этот газ электролизом ацетата калия и действием цинка и воды на иодэтан.
В лабораторных условиях, этан получают следующими способами:
1. Взаимодействием металлического натрия и иодметана (реакция Вюрца):
{\displaystyle \mathrm {2CH_{3}I+2Na~\rightarrow ~C_{2}H_{6}+2NaI} .}
2. Электролизом раствора ацетата натрия:
{\displaystyle \mathrm {CH_{3}COO^{-}-e^{-}~\rightarrow ~CH_{3}COO\cdot ~\rightarrow ~CH_{3}\cdot +CO_{2}} ;}
{\displaystyle \mathrm {2CH_{3}\cdot \rightarrow C_{2}H_{6}} .}
3. Взаимодействием пропионата натрия с щёлочью:
{\displaystyle \mathrm {C_{2}H_{5}COONa+NaOH~\rightarrow ~C_{2}H_{6}+Na_{2}CO_{3}} .}
4. Взаимодействием этилбромида с металлическим магнием, и последующим гидролизом образовавшегося реактива Гриньяра:
{\displaystyle \mathrm {C_{2}H_{5}Br+Mg~\rightarrow ~C_{2}H_{5}MgBr} ;}
{\displaystyle \mathrm {C_{2}H_{5}MgBr+H_{2}O~\rightarrow ~C_{2}H_{6}+MgOHBr} .}
5. Гидрированием этилена (катализатор — палладий (Pd)) или ацетилена (в присутствии никеля Ренея):
{\displaystyle \mathrm {C_{2}H_{4}+H_{2}~\rightarrow ~C_{2}H_{6}} ;}
{\displaystyle \mathrm {HC\equiv CH+2H_{2}~\rightarrow ~C_{2}H_{6}} .}

## Применение
Основное использование этана в промышленности — получение этилена методом парового крекинга. Именно из этилена далее получают важные промышленные продукты, однако в целях экономии разрабатываются методы превращения в них самого этана. Однако ни один из проектов пока не прошёл пилотную стадию. Проблемы в этой области связаны с низкой селективностью реакций. Одним из перспективных направлений является синтез винилхлорида напрямую из этана. Также применяется превращение этана в уксусную кислоту. Термическим хлорированием этана в различных условиях получают хлорэтан, 1,1-дихлорэтан и 1,1,1-трихлорэтан.

## Физиологическое действие
Этан обладает слабым наркотическим действием (наркотическое действие ослаблено низкой растворимостью в жидкостях организма). Класс опасности — четвёртый. В концентрациях 2—5 об. % он вызывает одышку, в умеренных концентрациях — головные боли, сонливость, головокружение, повышенное слюноотделение, рвоту и потерю сознания из-за недостатка кислорода. В высоких концентрациях этан может вызвать сердечную аритмию, остановку сердца и остановку дыхания. При постоянном контакте может возникнуть дерматит. Сообщается, что при 15—19 об. % этан вызывает повышение чувствительности миокарда к катехоламинам.

## Интересные факты
Предположительно, на поверхности Титана (спутник Сатурна) в условиях низких температур (—180 °C) существуют целые озёра и реки из жидкой метано-этановой смеси.